# Adblock Plus
Adblock Plus (ABP) es una extensión para Mozilla Firefox, Thunderbird, Google Chrome, Opera, Safari, Microsoft Edge, SeaMonkey, K-Meleon, Maxthon, Kinza, Yandex e Internet Explorer y que realiza la función de filtrado de contenido. Adblock Plus permite a los usuarios evitar que elementos de las páginas webs, como la publicidad, sean leídos y sean mostrados en la pantalla. Con ello se acelera, además, la velocidad y renderizado de las páginas, ahorra ancho de banda a Internet y mejora la lectura de las páginas. Adblock Plus también bloquea rastreadores y anuncios con malware.
Esta extensión ha sido incluida en la lista de complementos de los navegadores desde el 17 de enero de 2006, siendo publicada primeramente en Firefox. Se han reportado diariamente cerca 80 mil descargas llegando a 100 millones, y en total se han reportado más de 500 millones de descargas.
En 2011, AdBlock Plus introdujo el programa de "anuncios aceptables" para permitir que ciertos anuncios no intrusivos, sin rastreadores y que no afectan la navegación y la lectura (como Google AdWords) sean permitidos (incluidos en la lista blanca) para no afectar a páginas webs pequeñas, está opción viene activada por defecto, pero se puede desactivar para bloquear todos los anuncios en la configuración de la extensión.

## Adblock Plus
Adblock Plus se centra en la facilidad de uso con muchas nuevas características que se suman a las de otros bloqueadores de anuncios. Su ventana principal tiene elementos de menú en la parte superior. Además, la lista de elementos bloqueables se integra como un panel en la parte inferior, que puede ser separada de la ventana principal. Además del bloqueo regular de anuncios, puede ser usada la ocultación del elementos de la página web y protección contra rastreadores. Otras nuevas características incluyen las estadísticas del filtro (contador de cuántas veces se ha usado, "hits") y la capacidad de activar o desactivar los filtros individuales, sin eliminarlos.

### Funcionamiento
Al igual que el bloqueador de imagen incorporado en algunos navegadores, Adblock Plus bloquea las peticiones HTTP de acuerdo a su dirección de origen y puede bloquear iframes, scripts, y flash. También usa hojas de estilo (stylesheets) de usuario generados automáticamente para ocultar, en vez de bloquear, elementos tales como publicidad en forma de texto de una página a medida que esta se carga. Esta característica es conocida como ocultación de elementos.

### Historia
Michael McDonald creó Adblock Plus 0.5, mejorando las versiones anteriores e  incorporando las siguientes características:
- Lista blanca
- Soporte para bloquear imágenes de fondo.
- Suscripción a filtros con una dirección fija y la actualización automática de ellos.
- Capacidad de ocultar elementos del HTML lo que permite bloquear un rango mayor de imágenes.
- Capacidad de ocultar propagandas ajustado de acuerdo a cada sitio además de globalmente.
- Corrección de errores de fuga de memoria (memory leak)

McDonald continuó el desarrollo y transfirió el nombre a Wladimir Palant, quien lanzó Adblock Plus 0.6 con una base de código reescrito en enero de 2006.

## Filtros

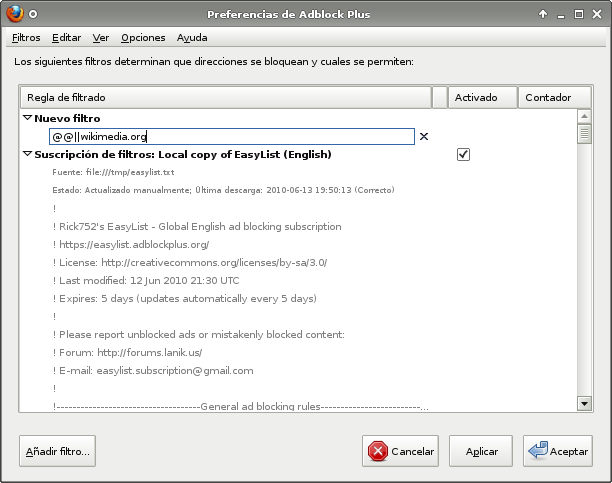
Lista de filtros.

Las reglas de filtros básicas pueden incluir comodines (wildcards) representados por asteriscos (*). Los sitios y los objetos pueden introducirse en la lista blanca al colocarles un prefijo dos arrobas (@@), esto hace que no sean filtrados y que se pueda ver su contenido. Pueden ser usadas las expresiones regulares delimitadas por slashes (/). Adblock Plus también soporta una sintaxis más sofisticada que da un control fino sobre los filtros.

### Suscripciones de listas de filtros
Los usuarios pueden agregar conjuntos de filtros (filtersets) externos. Adblock Plus incluye la capacidad de usar una o más suscripciones externas de filtros que se actualizan automáticamente. Filterset. G es incompatible con este sistema (y Adblock Plus específicamente recomienda no usarlo por otros motivos adicionales), pero otros filtersets pueden ser agregados escribiendo sus direcciones. Una lista de conocidas suscripciones de Adblock es mantenida en el sitio oficial de Adblock Plus. Para quienes aún quieran usar Filterset.G, una combinación de listas de Adblock está disponible aquí.

### EasyList
EasyList es la lista más popular de filtros para el Adblock Plus, con más de 4 millones de suscriptores. Creada por Rick Petnel, se volvió oficialmente recomendada por la extensión Adblock Plus, y las listas de filtros para otros lenguajes fueron construidas encima de ésta. Petnel murió en 2009 y Palant nombró a un usuario llamado por el nombre "Ares2" como el nuevo administrador de la lista.

### Comando de filtro
Para entender el sistema de filtrado se aplica estas reglas:
- * como regla que comienza o termina. Ejemplo *400×300*. También se puede aplicar entre, a modo de ejemplo a Imagen*.jpg.
- @@ como regla de excepción. Ejemplo:@@/imagen* , sabiendo que es un archivo que empieza con imagen pero en formato jpg.[9]
- # como subcarpeta cualquiera, un numeral significa un archivo de ciera carpeta, dos de subcarpetas, etcétera.[cita requerida]

## Premios
- PC World eligió Adblock Plus como uno de los 100 mejores productos de 2007, quedando en el puesto #95.[16]